# Хайнсвилл
Хайнсвилл (англ. Hinesville) — город и административный центр округа Либерти в штате Джорджия в Соединённых Штатах Америки.
Согласно данным переписи населения США 2020 года число жителей города составляло 34 891 человек.

## История
Поселение было основано в 1837 году и названо в честь Чарлтона Хайнса, сенатора штата.
В том же году административный центр округа Либерти был перенесён из Райсборо в Хайнсвилл, который получил статус города в 1916 году.

## География

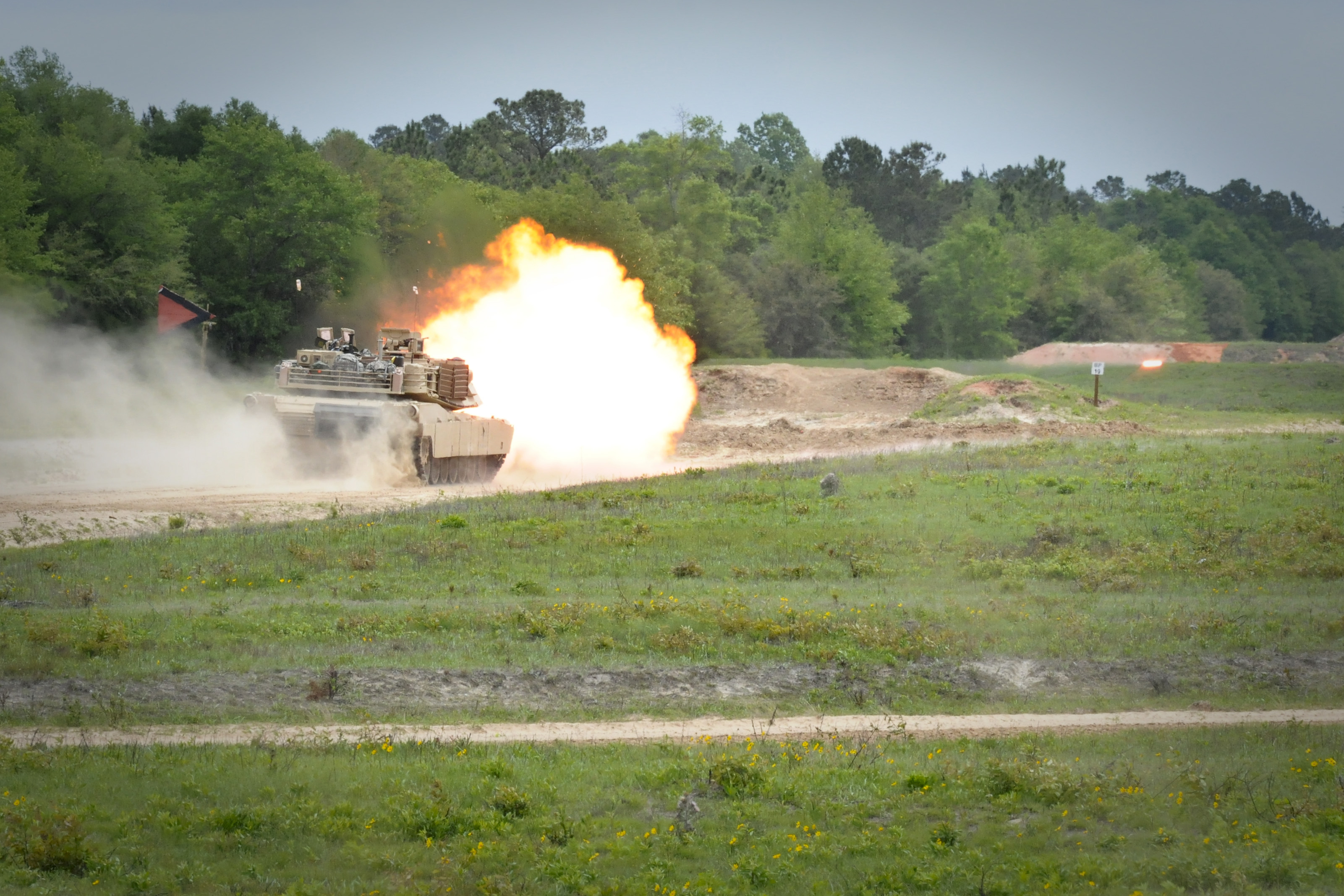
Учения в Форт-Стюарт

Город Хайнсвилл расположен на атлантической прибрежной равнине к западу от центра округа Либерти. Это главный город столичного района Хайнсвилл, который включает в себя весь округ Либерти, включая Форт-Стюарт — крупнейшую по площади военную базу вооружённых сил США на востоке страны, а также соседний округ Лонг.
По данным Бюро переписи населения США, площадь города составляет 18,2 квадратных миль (47,2 км2), из которых 0,1 квадратных миль (0,2 км2 или 0,40 %) приходится на водную поверхность.